# Mura (Japan)
Mura oder Son (beides jap. 村, dt. „Dorf“, entspricht chin. 村, pinyin „cūn“) ist eine kommunale Verwaltungseinheit in Japan. Ortschaften mit der amtlichen Bezeichnung Mura sind in der Regel kleinere Gemeinden im ländlichen Japan (vgl. Landgemeinde). Sie gehören fast immer zu einem Landkreis gun; heutige Ausnahmen sind aus historischen Gründen die Inselgemeinden von Tokio, die stattdessen zu Unterpräfekturen gehören. Die übliche englische Übersetzung dieser kommunalen Einheit, etwa auf mehrsprachigen Ortsschildern, ist village.
Durch Zusammenlegungen vieler Gemeinden in den letzten Jahren ist ihre Zahl stark zurückgegangen, von 568 zu Beginn der Heisei-Gebietsreform (Heisei Daigappei) im April 1999 auf 189 am 1. Januar 2019 (inklusive der sechs vollständig in den de facto russischen „nördlichen Territorien“/Südkurilen liegenden Gemeinden).
Folgende 13 Präfekturen besitzen daher keine mura mehr:
- Präfektur Ehime
- Präfektur Fukui
- Präfektur Hyōgo
- Präfektur Hiroshima
- Präfektur Ishikawa
- Präfektur Kagawa
- Präfektur Mie
- Präfektur Nagasaki
- Präfektur Saga
- Präfektur Shiga
- Präfektur Shizuoka
- Präfektur Tochigi
- Präfektur Yamaguchi

bzw. besitzen diese 12 Präfekturen nur noch ein einziges:
- Präfektur Chiba (Chōsei, Chōsei-gun)
- Präfektur Kanagawa (Kiyokawa, Aikō-gun)
- Präfektur Kyōto (Minamiyamashiro, Soraku-gun)
- Präfektur Miyagi (Ōhira, Kurokawa-gun)
- Präfektur Ōita (Himeshima, Higashikunisaki-gun)
- Präfektur Osaka (Chihayaakasaka, Minamikawachi-gun)
- Präfektur Saitama (Higashichichibu, Chichibu-gun)
- Präfektur Shimane (Chibu, Oki-gun)
- Präfektur Tokushima (Sanagouchi, Myōdō-gun)
- Präfektur Tottori (Hiezu, Saihaku-gun)
- Präfektur Toyama (Funahashi, Nakaniikawa-gun)
- Präfektur Wakayama (Kitayama, Higashimuro-gun)

(Stand: 1. Januar 2019)
Die Kun-Lesung Mura für das Schriftzeichen ist gebräuchlicher als die On-Lesung Son. Die Bezeichnung Son wird gegenwärtig in nur sechs Präfekturen verwendet. In den Präfekturen Miyazaki, Okayama, Okinawa, Tokushima und Tottori tragen alle Dörfer die Bezeichnung Son, in der Präfektur Kagoshima wird sie nur in zwei der vier Dörfer verwendet.

Alle anderen Präfekturen benutzen die Lesung Mura.
2018 gab es in Japan noch 183 Dörfer, von denen 28 als son bezeichnet wurden.
Aufgrund der Ableitung zahlreicher japanischer Zunamen von Siedlungsnamen findet sich Mura in vielen Familiennamen wie: Nakamura, Murayama, Nishimura usw.